# Courbe stable
 (juin 2019).
La forme ressemble trop à un extrait de cours et nécessite une réécriture afin de correspondre aux standards de Wikipédia.
En géométrie algébrique, une courbe stable est une courbe algébrique  dont les singularités sont  les plus simples possibles. Elles ont été introduites par Deligne et Mumford pour construire une compactification de l'espace de modules de courbes projectives lisses. 

## Points doubles ordinaires
Soit {\displaystyle k} un corps algébriquement clos. Un point fermé {\displaystyle x} d'une courbe algébrique {\displaystyle X} (c'est-à-dire variété algébrique de dimension 1) sur {\displaystyle k} est appelé un point double ordinaire si le complété formel de l'anneau local {\displaystyle O_{X,x}} est isomorphe à la {\displaystyle k}-algèbre {\displaystyle k[[u,v]]/(uv)}. 
Par exemple, les courbes planes affines {\displaystyle u^{2}=v^{2}(v+1)}; {\displaystyle uv=0} ont toutes les deux l'origine comme point double ordinaire. 
Un point double ordinaire s'obtient à partir d'une courbe lisse en identifiant deux points distinct : si {\displaystyle X'} est une courbe lisse affine (pas nécessairement connexe) associée à une algèbre {\displaystyle A}, et si {\displaystyle p,q} sont deux points fermés distincts dans {\displaystyle X'}, alors l'ensemble {\displaystyle B} des {\displaystyle f\in A} tels que {\displaystyle f(p)=f(q)} est une {\displaystyle k}-algèbre de type fini, la variété algébrique {\displaystyle X} qui lui est associée est une courbe, et le morphisme {\displaystyle X'\to X} associé à l'inclusion {\displaystyle B\subset A} envoie {\displaystyle p,q} sur un même point qui est double ordinaire, et le morphisme est un isomorphisme en dehors de {{\displaystyle p,q}}. 
Une autre caractérisation des points doubles ordinaires utilise la topologie étale. Le point {\displaystyle x} est double ordinaire s'il existe un voisinage étale commun à {\displaystyle x\in X} et à {\displaystyle (0,0)\in uv=0}. Plus concrètement, cela veut dire qu'il existe un anneau local noethérien {\displaystyle A} et des homomorphismes d'anneaux plats et non-ramifiés {\displaystyle O_{X,x}\to A} et {\displaystyle (k[u,v]/(uv))_{m}\to A} où {\displaystyle m} est l'idéal maximal correspondant à l'origine.

## Courbes stables
Soit {\displaystyle X} une courbe algébrique sur un corps {\displaystyle k}. On dit que {\displaystyle X} est semi-stable si après extension des scalaires à la clôture algébrique {\displaystyle {\bar {k}}}, la courbe {\displaystyle X_{\bar {k}}} est réduite et n'a que des points doubles ordinaires comme points singuliers éventuels. 
On dit que {\displaystyle X} est stable si de plus elle est projective sur {\displaystyle k} et si {\displaystyle X_{\bar {k}}} est connexe, de groupe des automorphismes fini. Sur un corps algébriquement clos, une courbe stable est une courbe projective connexe réduite, de genre arithmétique (en) au moins égal à 2, à singularités doubles ordinaires, et telle que toute composante irréductible isomorphisme à la droite projective rencontre les autres composantes irréductibles en au moins 3 points. 
Par exemple une courbe projective lisse sur {\displaystyle k} est semi-stable. Elle est stable si elle est de plus de genre au moins 2 et géométriquement connexe. 
La réunion de deux courbes elliptiques qui se coupent transversalement en un point est une courbe stable qui n'est pas lisse.

## Le cas arithmétique
Soit une courbe projective lisse {\displaystyle C} sur le corps des rationnels. Soit {\displaystyle p} un nombre premier. On dit que {\displaystyle C} est semi-stable en {\displaystyle p} s'il existe un schéma sur {\displaystyle \mathbb {Z} } dont la fibre générique est isomorphe à {\displaystyle C} et dont la fibre en {\displaystyle p} (qui est une courbe algébrique sur le corps {\displaystyle \mathbb {F} _{p}}) est une courbe semi-stable. On dit que {\displaystyle C} est semi-stable si elle est semi-stable en tous les nombres premiers. Plus intuitivement, cela veut dire qu'on peut trouver un ensemble de polynômes homogènes à plusieurs variables à coefficients entiers qui définissent la courbe {\displaystyle C}, et qui modulo {\displaystyle p} (deviennent donc des polynômes homogènes à coefficients dans {\displaystyle \mathbb {F} _{p}}) définissent une courbe semi-stable sur {\displaystyle \mathbb {F} _{p}}. 
On prendra garde qu'il y a un léger abus de langage car la semi-stabilité ici n'est plus seulement une propriété de la courbe sur {\displaystyle \mathbb {Q} }, mais aussi une propriété relative  aux réduction modulo p de {\displaystyle C}. En toute rigueur, on devrait dire semi-stable sur {\displaystyle \mathbb {Z} }. 
Si {\displaystyle E} est une courbe elliptique sur {\displaystyle \mathbb {Q} }, la courbe semi-stable sur {\displaystyle \mathbb {F} _{p}} est soit une courbe elliptique sur {\displaystyle \mathbb {F} _{p}} (ce qui est le cas pour presque tous {\displaystyle p}, on dit que {\displaystyle p} est un premier de bonne réduction), soit une réunion de droites projectives qui se coupent transversalement (réduction multiplicative). En réalité, on peut faire en sorte que dans le deuxième cas, la courbe semi-stable obtenue soit une courbe irreductible avec un unique point double ordinaire.  La semi-stabilité de {\displaystyle E} est en fait très simple à tester. On écrit son équation de Weierstrass minimale et on la réduit modulo {\displaystyle p}. Si l'équation modulo {\displaystyle p} définit une courbe avec un point singulier cuspidale {\displaystyle y^{2}=x^{3}}, alors {\displaystyle E} n'est pas semi-stable en {\displaystyle p}. Dans tous les autres cas, elle est semi-stable. 
La semi-stabilité implique un certain nombre de propriétés arithmétiques intéressantes sur {\displaystyle C}, notamment au niveau des représentations galoisiennes associées aux points de torsion de la jacobienne de {\displaystyle C}. Par exemple, la Conjecture de Shimura-Taniyama-Weil a d'abord été montrée par Wiles pour les courbes elliptiques semi-stables. 
Les courbes modulaires {\displaystyle X_{0}(N)} sur {\displaystyle \mathbb {Q} } sont semi-stables (en tous {\displaystyle p} donc) pour les niveaux {\displaystyle N} sans facteur carré. 

## Espaces de modules
Soit {\displaystyle g} un entier au moins égal à 2. Soit {\displaystyle k} un corps algébriquement clos. On sait qu'il existe une variété algébrique normale {\displaystyle M_{g}} sur {\displaystyle k} dont les points correspondent aux classes d'isomorphisme des courbes projectives lisses connexes de genre {\displaystyle g} sur {\displaystyle k}.  Cette variété est appelée l'espace de modules grossier des courbes projectives lisses de genre {\displaystyle g}. Elle est quasi-projective. Deligne et Mumford ont montré qu'il existe une variété projective {\displaystyle {\overline {M}}_{g}} dont les points correspondent aux classes d'isomorphisme des courbes stables de genre {\displaystyle g} sur {\displaystyle k}. C'est l'espace de modules grossier des courbes stables de genre {\displaystyle g}. Elle contient {\displaystyle M_{g}} comme une partie ouverte dense. En fait, la construction donne un schéma projectif sur l'anneau des entiers {\displaystyle \mathbb {Z} }. 
On sait que {\displaystyle M_{g}} et donc  {\displaystyle {\overline {M}}_{g}} sont connexes sur le corps des nombres complexes. Par le théorème de connexité de Zariski (qui n'est valable que pour les schémas propres), on en déduit qu'en toutes caractéristiques,  {\displaystyle {\overline {M}}_{g}} et donc {\displaystyle M_{g}} sont connexes.